# Rethwisch (Steinburg)
Pour les articles homonymes, voir Rethwisch.
Rethwisch est une commune allemande de l'arrondissement de Steinburg, Land de Schleswig-Holstein.

## Géographie
Rethwisch se situe à sept km au sud d'Itzehoe.
La Bundesautobahn 23 et un bras du canal de Breitenburg vers une cimenterie traversent son territoire.

## Source, notes et références
- (de) Cet article est partiellement ou en totalité issu de l’article de Wikipédia en allemand intitulé « Rethwisch (Steinburg) » (voir la liste des auteurs).